# EkoFundusz

Logo

EkoFundusz – fundacja powołana w 1992 przez Ministra Finansów w celu wspierania przedsięwzięć w ochronie środowiska środkami pochodzącymi z części zagranicznego długu Polski. Dotychczas decyzję o ekokonwersji polskiego długu podjęły Stany Zjednoczone, Francja, Szwajcaria, Włochy, Szwecja i Norwegia. W 2010 Polska wpłaciła ostatnią ratę, a fundusz przestał istnieć, ponieważ działał do wyczerpania środków. Od założenia w 1992 do 2007 prezesem fundacji był prof. Maciej Nowicki. Do sierpnia 2011 trwał proces jego likwidacji.
EkoFundusz wspierał przede wszystkim:
- ograniczanie transgranicznego transportu dwutlenku siarki i tlenków azotu oraz eliminację niskich źródeł ich emisji (ochrona powietrza),
- ograniczanie dopływu zanieczyszczeń do Bałtyku oraz ochronę zasobów wody pitnej (ochrona wód),
- ograniczanie emisji gazów powodujących zmiany klimatu Ziemi (ochrona klimatu),
- ochronę różnorodności biologicznej (ochrona przyrody),
- racjonalizację gospodarki odpadami i rekultywację gleb zanieczyszczonych – (gospodarka odpadami).

Fundusz mieścił się w Warszawie, przy ulicy Brackiej 4.